# Luxman
Luxman est la marque commerciale de l'entreprise d'électronique japonaise Luxman Corporation (ラックスマン), qui produit une grande variété d'équipements audio, tels des chaînes Hi-Fi, des amplificateurs et préamplificateurs, des platines CD et des enceintes acoustiques. La société a été fondée en 1925 par T. Hayakawa et K. Yoshikawa, son siège est situé à Yokohama.

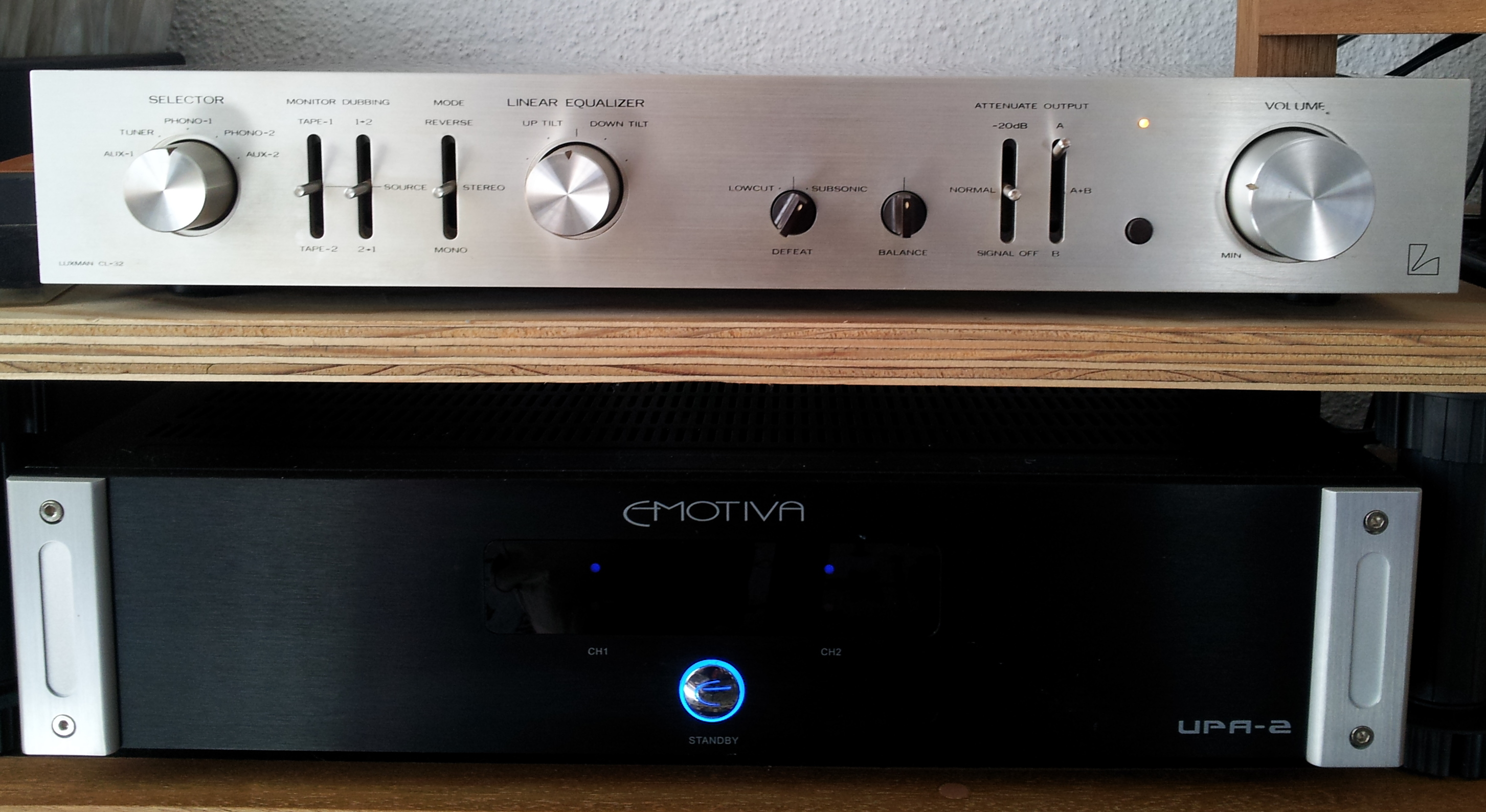
Luxman CL-32, préamplificateur à tubes (appareil supérieur)